# Manuel Sanhouse
Manuel Alejandro Sanhouse Contreras, plus couramment appelé Manuel Sanhouse, né le 16 juillet 1975 à Mérida au Venezuela, est un footballeur international vénézuélien. 

## Biographie

### Équipe nationale
Manuel Sanhouse est convoqué pour la première fois en sélection en 1999. 
Il dispute trois Copa América : en 1999, 2001 et 2004. Il joue également un match face à la Bolivie comptant pour les éliminatoires de la coupe du monde 2002.
Au total il compte 16 sélections en équipe du Venezuela entre 1999 et 2010.

## Palmarès
- Avec le Caracas FC
  - Champion du Venezuela en 2001

- Avec le Deportivo Táchira
  - Champion du Venezuela en 2008 et 2011